# Diebrunn
Diebrunn ist ein Ortsteil von Wernberg-Köblitz im bayerischen Landkreis Schwandorf.

## Geographie
Der Ort befindet sich linksseitig der Naab im Naturpark Oberpfälzer Wald. Er hat etwa 50 Einwohner. Direkt durch die Ortsmitte verläuft die Staatsstraße 2657 von Wernberg-Köblitz nach Weiden in der Oberpfalz.

## Etymologie
Der Ortsname Diebrunn dürfte sich von einer Siedlung mit „Zwei Brunnen“ ableiten. 1587 taucht in den Köblitzer Kirchenrechnungen jedoch auch ein Hanns Dobmayr zu „Dieb-Prunn“ auf.

## Geschichte
Diebrunn dürfte zu Beginn des 14. Jahrhunderts eine typische Ausbausiedlung gewesen sein. Die Förderung erfolgte durch den Bischof Nikolaus von Regensburg, der innerhalb der am Ende des 13. Jahrhunderts neugegründeten Pfarrei Köblitz Neubruchzehente vergab. Diebrunn gehörte schon bald zum Kernbereich der Herrschaft Wernberg. Erstmals tauchen nothaftische Lehen zu „Dyep prwnn“ am 30. November 1366 auf, die der Wernberger Burgherr Albrecht Nothaft zur Sicherung des Heiratsgutes seiner Schwägerin verschrieb. Unter den Anwesen besaß eines „chünzel der pecher“, was auf die Pechherstellung für die Burg schließen lässt.

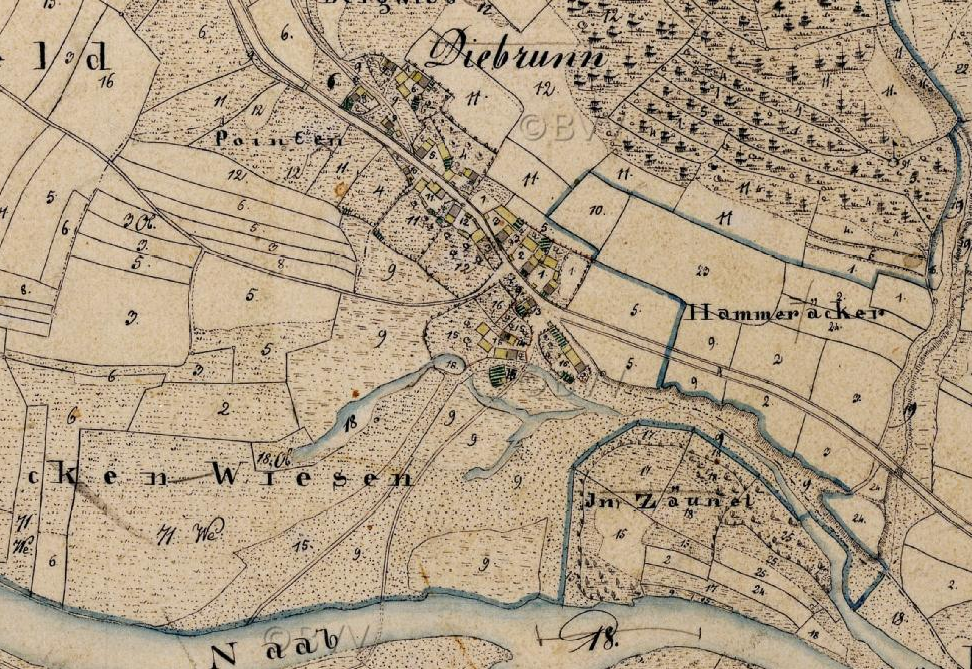
Lageplan von Diebrunn auf dem Urkataster von Bayern

Die früheste Information zur Diebrunner Eisenindustrie ist 1356 der Nachweis von Erzlieferungen auf die Schütt von Köblitz. Der Nachweis für einen Hammer scheint erst gut dreißig Jahre später mit der Hammereinigung des Jahres 1387 gegeben. Der im Siegel Nr. 37 der Hammereinung von 1387 nachweisbare Hammermeister und Amberger Bürger Conrad Pflaum in „Grienlein“ (Grünau, Diebrunn), im Volksmund „Chuncz der Hammersmyd“. Chuncz für Konrad dürfte hierher zu beziehen sein. Er wird auch nochmals beim Verkauf des Hammers im Jahr 1394 urkundlich. Der Ortsname Diebrunn dürfte in jener Zeit bei weitem noch nicht stabil gewesen sein, denn der Hammer wurde immer wieder nach Siedlungen in der Nähe bezeichnet: Grünau, Feistelberg, Köblitz und sogar Wernberg, nach dem bekannteren Burgnamen. Bezeichnenderweise hat der Ort Diebrunn im Volksmund bis heute den Namen „Hammer“. Noch Anfang des 17. Jahrhunderts wurde der Ort in Karten als Kobliz oder Althammer bezeichnet. Die letzten Erzlieferungen sind für das Geschäftsjahr 1603/1604 belegt. Danach dürfte der Hammerbetrieb eingestellt worden sein.
Beim Übergang der Herrschaft Wernberg von den Wispeck an die Landgrafen von Leuchtenberg (1530) wurden für Diebrunn der Herrschaft Wernberg zugehörig 2 Höfe, 3 Lehen und 1 Hammer ausgewiesen. Als die Amberger Regierung 1639 ihre unterstellten Ämter aufforderte, die vorhandenen Haushaltungen in den einzelnen Orten für die Zuweisung von Winterquartieren für mehrere Regimenter zu melden, wurden in Diebrunn 7 Haushaltungen ausgewiesen. In der statistischen Beschreibung des Pflegamtes Wernberg hatte Diebrunn kurz vor 1800 18 Anwesen. Der Ort hatte auch ein Hirtenhaus und gehörte zur Pfarrei Oberköblitz.
Das landwirtschaftlich geprägte Diebrunn gehörte ursprünglich zur Gemeinde Oberköblitz, welche 1828 aus den Steuerdistrikten Oberköblitz, (Oberköblitz, Diebrunn und Feistelberg) und Unterköblitz (Unterköblitz und Kettnitzmühle) gebildet wurde. Ausgenommen Kettnitzmühle gehörten alle Orte der Gemeinde, zum leuchtenbergischen Pflegamt Wernberg. 1972 wurde die Gemeinde Neunaigen im Zuge der Gebietsreform in die Gemeinde Oberköblitz eingegliedert. Am 1. Januar 1974 vereinigten sich der Markt Wernberg und die Gemeinde Oberköblitz zur Marktgemeinde Wernberg-Köblitz.